# أبلسخا

موقع قرية أبلسخا في بلدية أوستستالينجفيرف، هولندا

أبلسخا ((بالفريزية الغربية: Appelskea)‏, Stellingwarfs: Appelsche) هي قرية ببلدية أوستستالينجفيرف بمقاطعة فرايزلاند، هولندا. سكانها أقل من 5000 نسمة.

## أعلام
- جوني دي فريس